# Hochsollingturm
Der Hochsollingturm ist ein 1992 fertiggestellter und 33 m hoher Aussichtsturm im Solling, einem Mittelgebirge im südlichen Niedersachsen (Deutschland). Er steht nahe Neuhaus im Solling im Landkreis Holzminden.
Er sollte nicht mit dem Sollingturm bei Uslar verwechselt werden.

## Standort
Der Hochsollingturm steht im Hochsolling, dem höchsten Teil des Sollings und im Naturpark Solling-Vogler, rund 1 km westsüdwestlich vom Gipfel des Moosbergs (513 m ü. NHN) und auf etwa 475 m Höhe. Er befindet sich 1,5 km nordöstlich von Neuhaus im Solling und 1,5 km südlich von Silberborn, beides Ortsteile von Holzminden. Sein Standort liegt auf der Gemarkung von Silberborn.
Der Turm ist vom an der niedersächsischen Landesstraße 549 zwischen Silberborn und Neuhaus gelegenen Parkplatz auf direktem Wege zu Fuß innerhalb von 10 Minuten zu erreichen. Am Weg befindet sich etwa 400 m ostsüdöstlich vom Turm der Hackelbergstein.

## Beschreibung

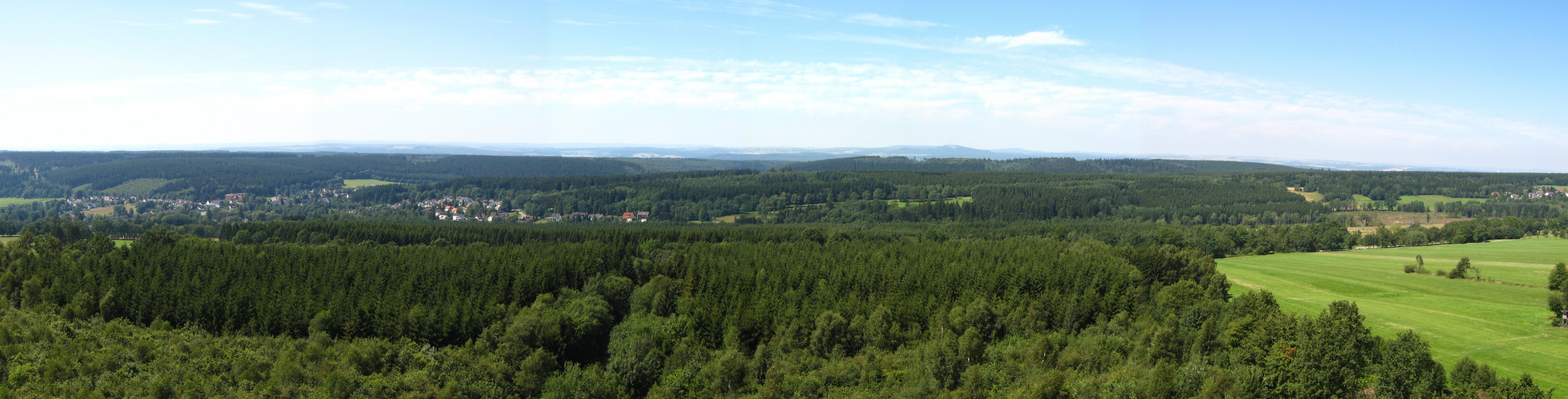
Aussicht vom Hochsollingturm; links Neuhaus (2007)

Der Hochsollingturm, der von 1991 bis 1992 aus Holz im Auftrag der Stadt Holzminden errichtet wurde, ist 33 m hoch. Er ist frei zugänglich. Nach Überwinden der 180 Stufen zur obersten Aussichtsplattform hat man eine gute Fernsicht in fast alle Richtungen: Von dort blickt man nach Norden bis zum Wesergebirge. In Richtung Osten ist der Blick durch den Gipfel des Moosbergs versperrt, nach Süden blickt man unter anderem zum Reinhards- und Bramwald. In Richtung Westen schaut man zum Eggegebirge und dem Teutoburger Wald, auf dem das Hermannsdenkmal zu erkennen ist; im Nordwesten ist der recht nahe Köterberg zu sehen.

## Ausflugsmöglichkeiten/Sehenswertes
- Naturschutzgebiet Hochmoor Mecklenbruch
- Wildpark Neuhaus mit Waldmuseum